# سهر

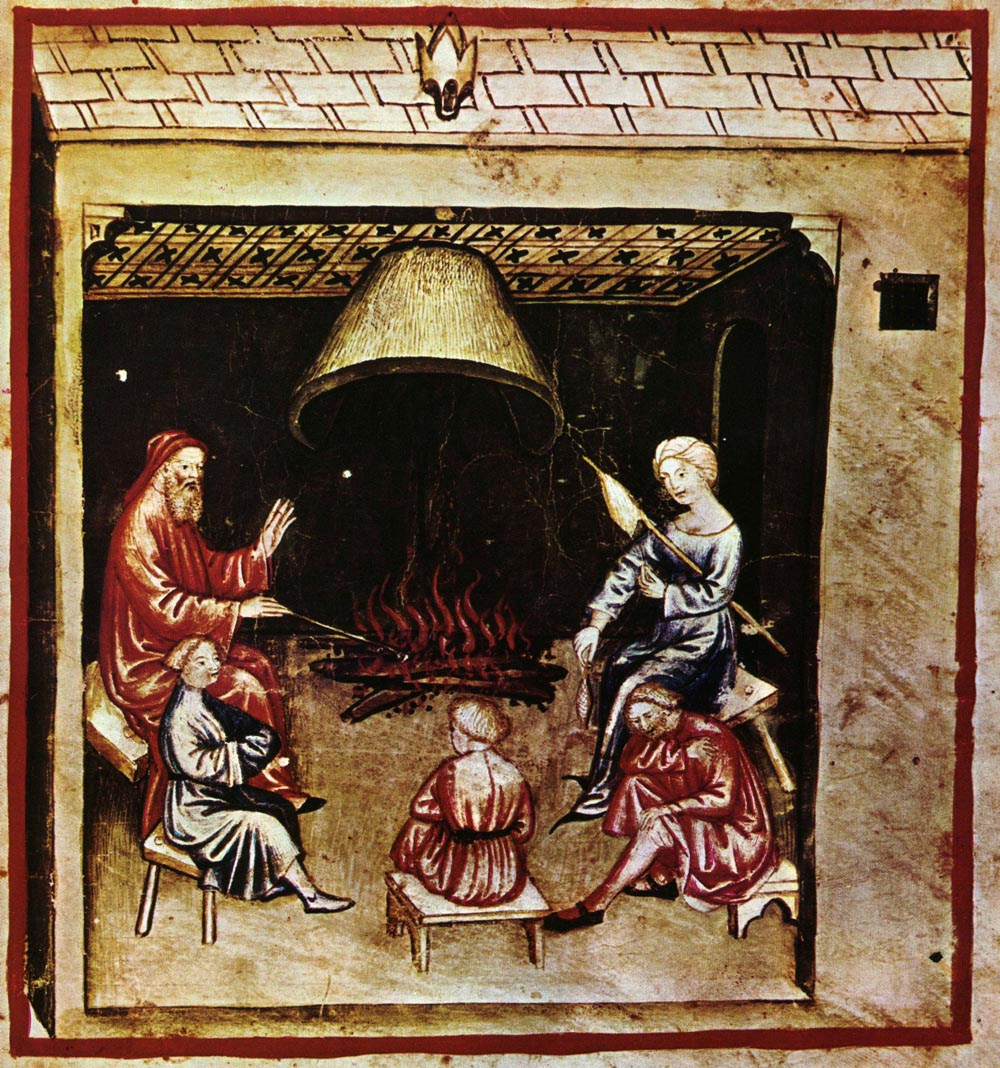

السَّهَرُ تُعَرِّفُه المصادر بأنَّه « يقظ أتى وقت نومه ولم ينم بل ظل يقظًا». مصدر سَهِرَ، طَالَ بِهِ السَّهَرُ: عَدَمُ النوم لَيْلاً، كَثِيرُ السَّهَر: الَّذِي لاَ يَنَامُ كَثِيراً. أقوال مأثورة: "لاَ يَنَالُ الإنْسَانُ الغَايَةَ إلاَّ بِالجِدِّ وَسَهَرِ اللَّيَالِي".